# 半長靴

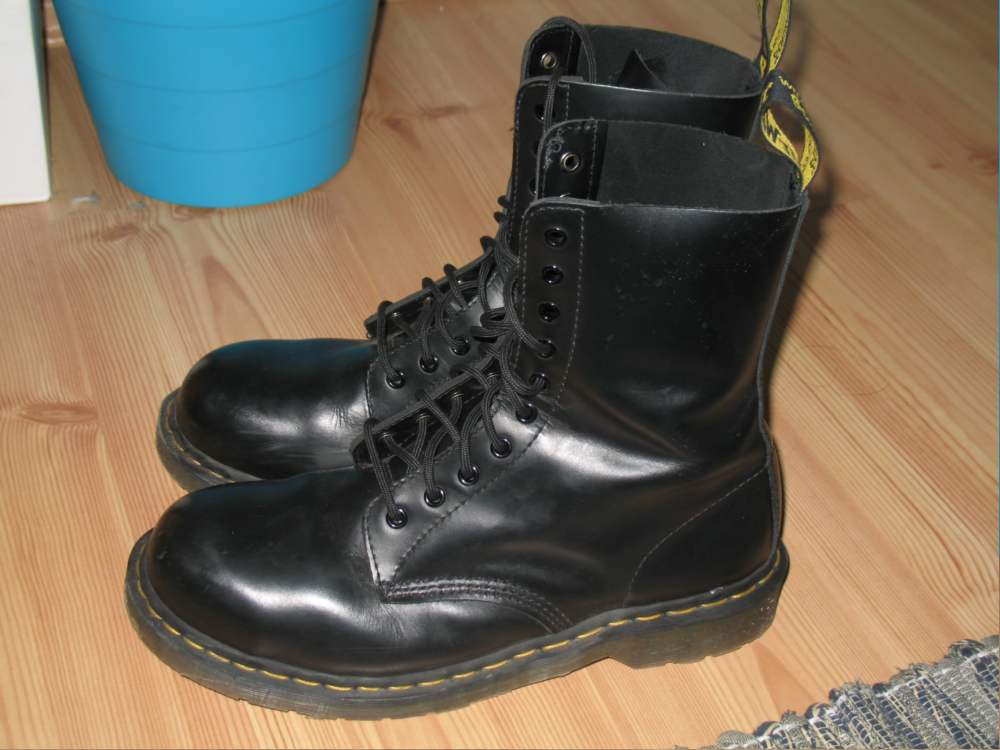
半長靴

半長靴（はんちょうか）は、踝と膝の中間あたりまでの長さのブーツである。
工事現場や工場内作業者用の安全靴やワークブーツ、その他の作業靴、軍用のものがある。靴紐による編み上げやマジックテープ、ジッパー（ファスナー）、ベルトを利用するものもあれば、ゴム長靴のようなスタイルのものもある。
素材は主に皮革、合成皮革、ゴム、布であり、軍用のブーツでコンバットブーツと呼ばれるものは、たいてい半長靴である。

## 半長靴の一覧(画像ギャラリー)

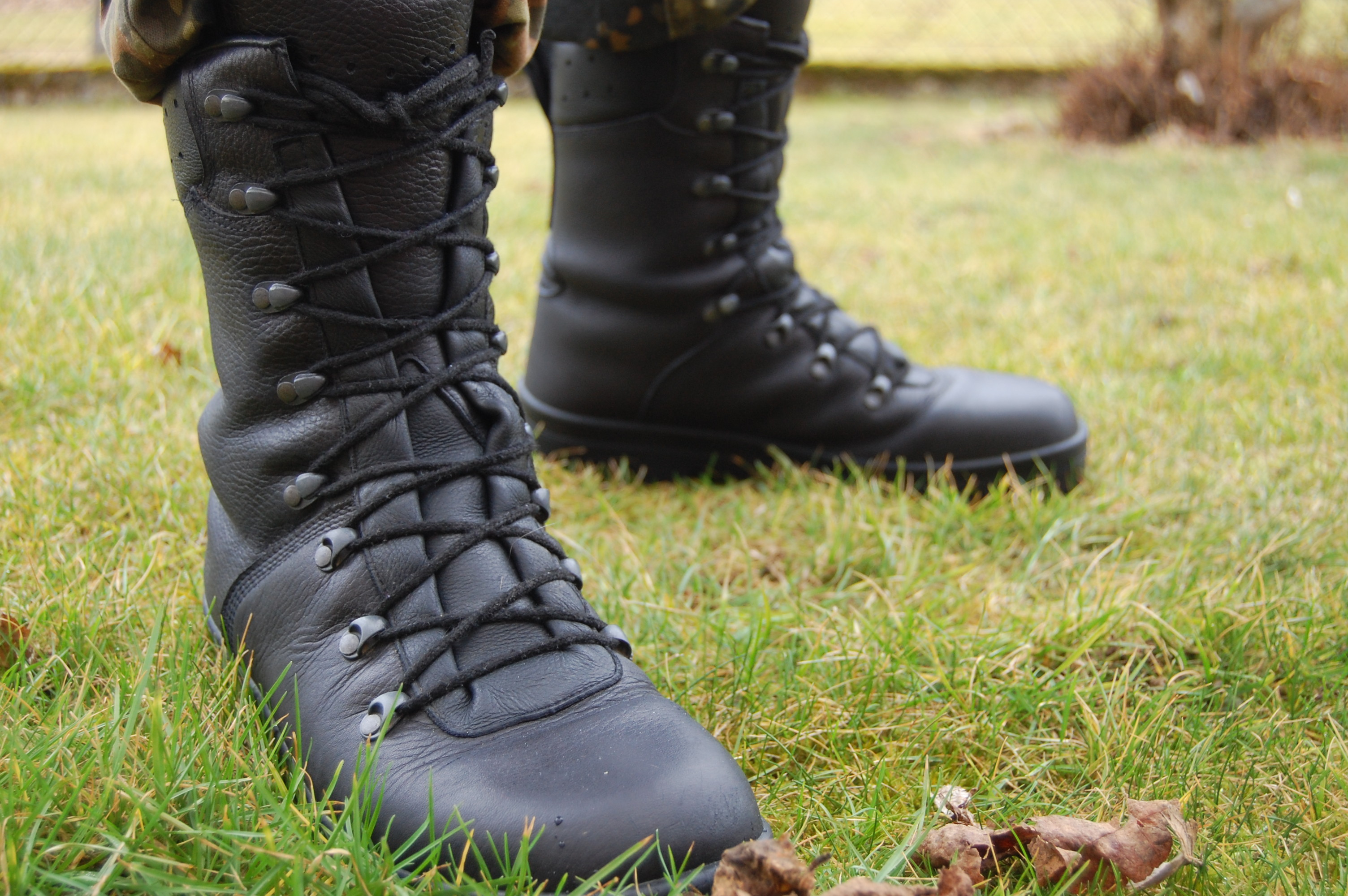
ドイツ連邦軍のM2007戦闘ブーツ
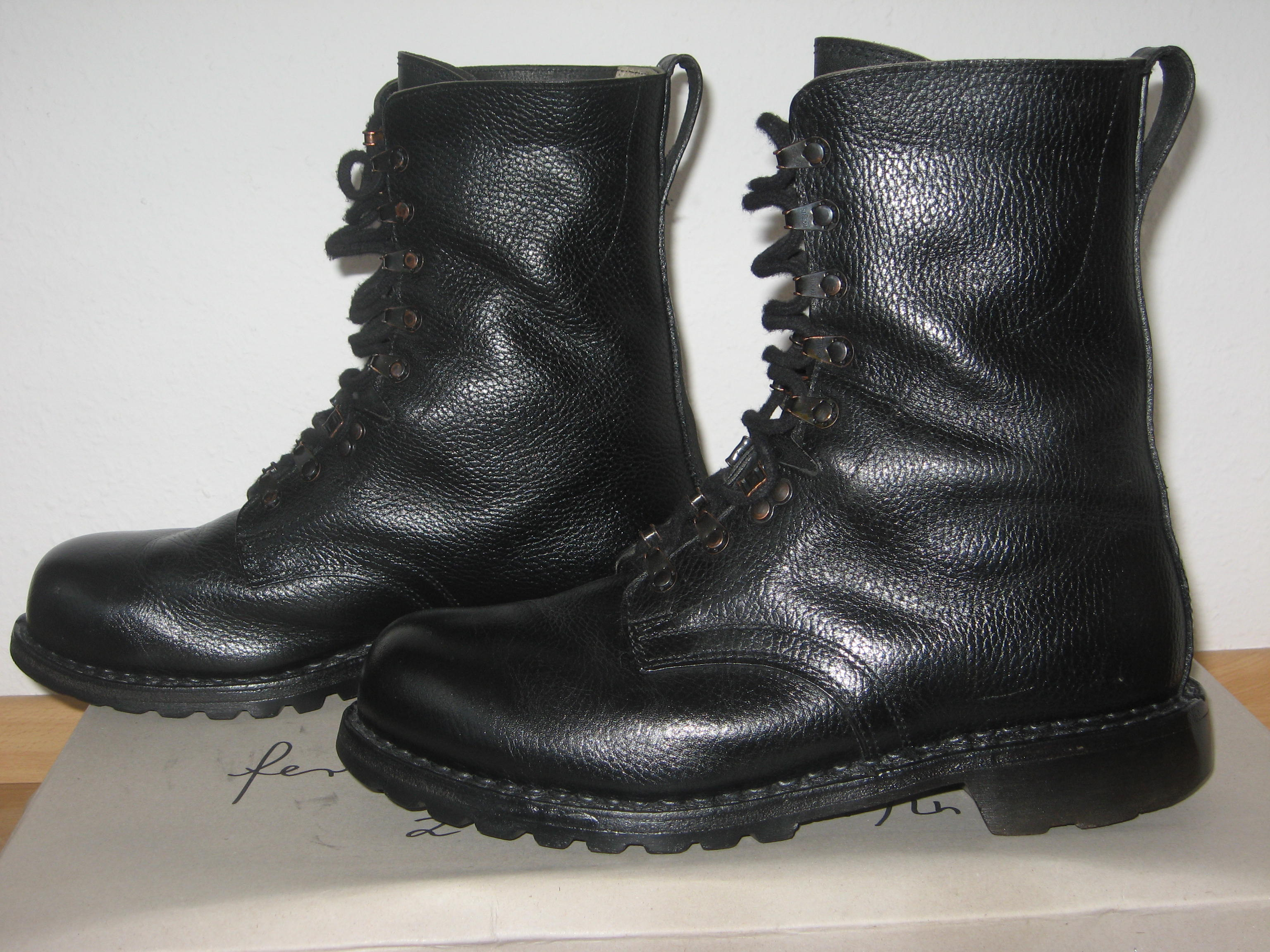
ドイツ連邦軍のM1983戦闘ブーツ
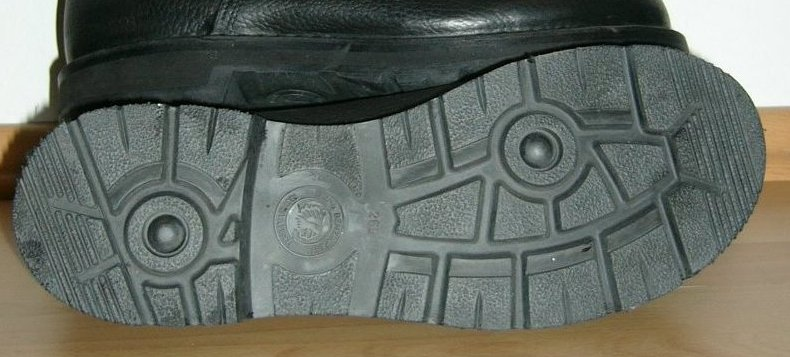
ドイツ連邦軍のM2007戦闘ブーツ、合成ゴム製の靴底には滑り止め加工が施されている
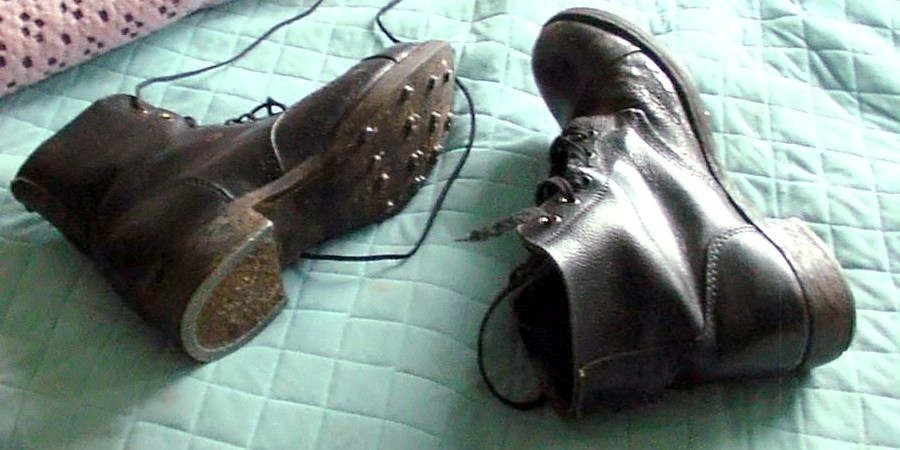
軍用の編み上げ半長靴、靴底には滑り止めと補強を兼ねて鉄の鋲や縁金が取り付けられている
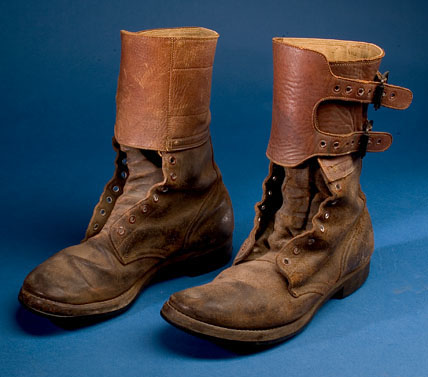
アメリカ軍のM1943戦闘ブーツ、上が短ゲートル形状になっている
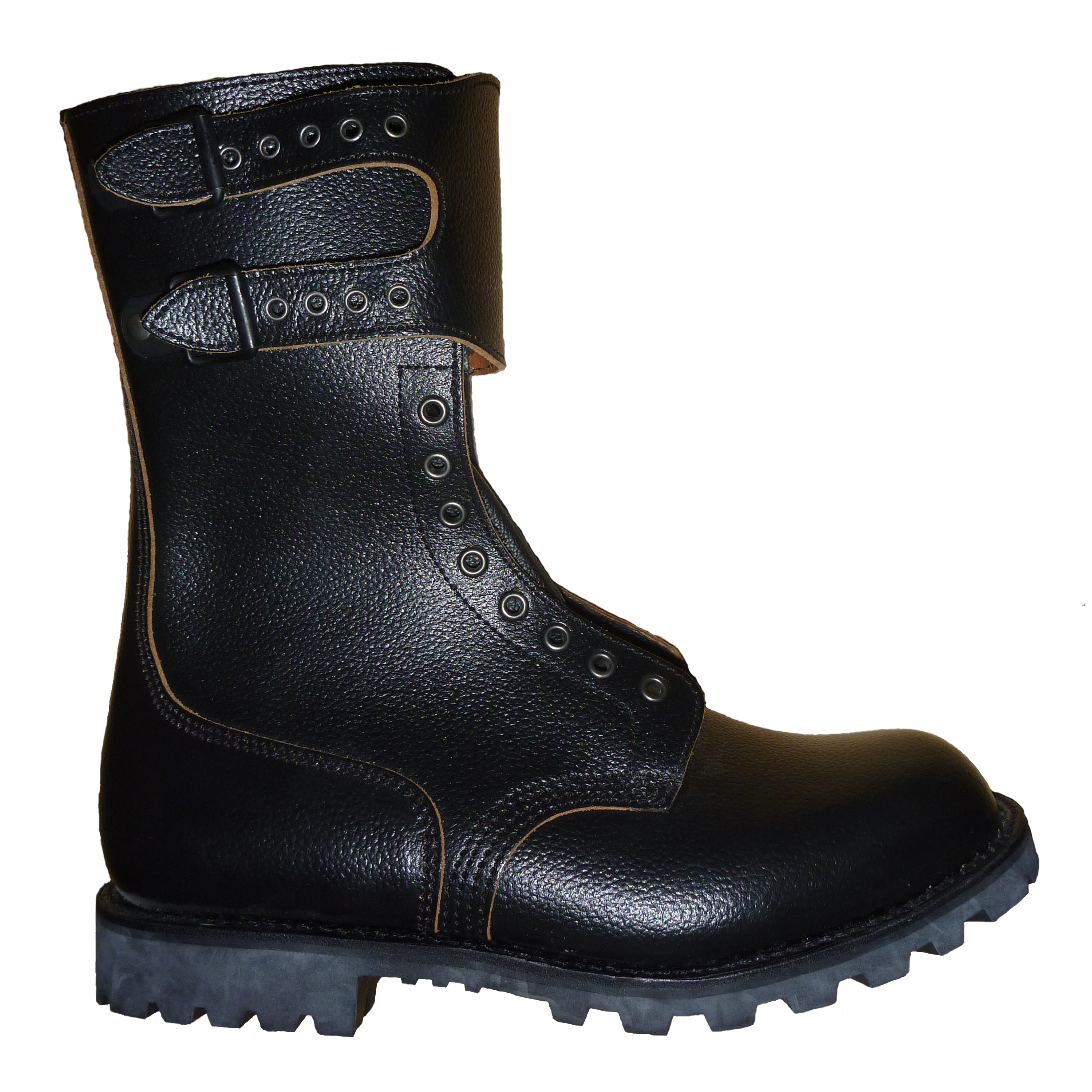
フランス軍の戦闘ブーツ、上が短ゲートル形状になっている
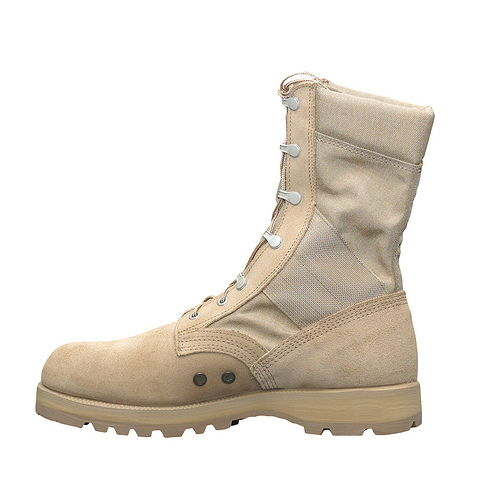
熱帯や砂漠向けの軽量戦闘ブーツ、土踏まず部分に通気口が開けられ、足首部分には補強用に厚い布テープが取り付けられている